# Kaspar Peucer
Kaspar Peucer (Bautzen, 6 gennaio 1525 – Dessau, 25 settembre 1602) è stato un medico, matematico e astronomo tedesco.
Studiò all'università di Wittenberg, fu allievo di Filippo Melantone e poi diventò professore.
Alcuni gli attribuiscono l'opera Hypotyposes orbium coelestium del 1568, secondo altri di Conrad Dasypodius.

## Opere

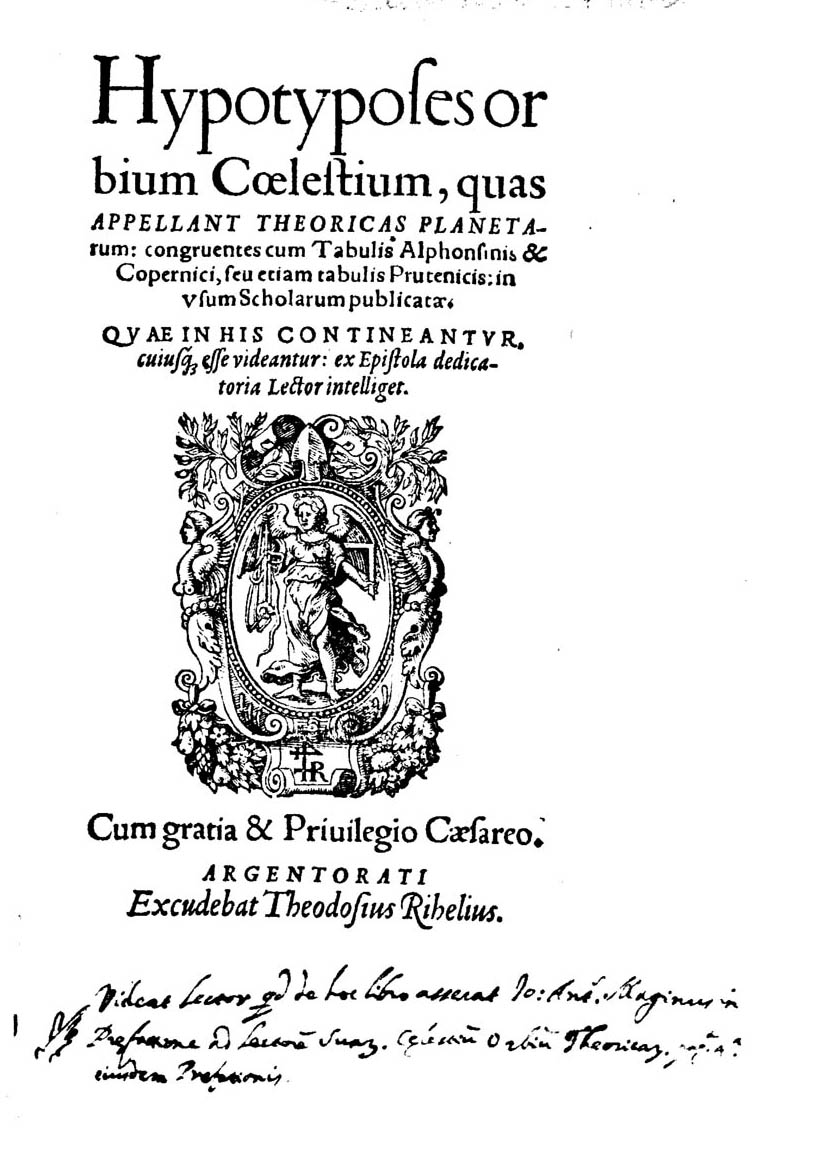
Hypotyposes orbium coelestium, 1568

- (LA) Hypotyposes orbium coelestium, Argentorati, Theodosius Rihel, 1568.[1]